# Fajkusz László
Fajkusz László (Naszály, 1952. április 15. – 2015. október 27.) labdarúgó, csatár.

## Pályafutása
1976–1981 között a Dunaújvárosi Kohász labdarúgója volt. Az élvonalban 1976. augusztus 21-én mutatkozott be a Kaposvári Rákóczi ellen, ahol 1–1-es döntetlen született. Az élvonalban 139 mérkőzésen szerepelt.
1972/1973 Mezőtúri Honvéd SE NB III 1. hely
1973/1974 Mezőtúri Honvéd SE NB II keleti csoport 3. hely
1974-1984 Dunaújvárosi Kohász SE (10 évig)
NB II 131 mérkőzés 23 gól
NB I 139 mérkőzés 16 gól
Lejátszott 270 mérkőzésével a 7. a legtöbbet játszottak listáján, a Dunaújvárosi Kohász csapatában. 1984-1987 Győri MÁV-DAC.